# Аэродром Ороте
Аэродром Ороте, англ. Orote Field — аэродром на территории полуострова Ороте, Гуам. Внесён в Национальный реестр исторических мест США в 1975 году.

## История
Аэродром Ороте был заложен корпусом морской пехоты ВМС США в 1921 году и использовался как база самолётов-амфибий ВМС США до 1931 года. 
6 августа 1941 года военно-морской губернатор Гуама Джордж Мак-Миллин отправил правительству США письмо с отчётом об исследованиях, в которых указывалось, что на полуострове Ороте может быть установлена взлётно-посадочная полоса для наземных самолетов размером  4500 футов (1400 м) на 400 футов (120 м). Тем не менее, Соединённые Штаты не начали строительство.
Аэродром был захвачен Императорским флотом Японии в начале Второй мировой войны и оставался под контролем Японии до конца июля 1944 года, пока не был отбит морскими пехотинцами США. В 1943 году японцы построили взлётно-посадочную полосу с использованием принудительного труда чаморро. 
С мая 1944 года во время битвы за Гуам аэродром подвергался интенсивным атакам американцев с воздуха. 21 июля американские войска установили свои плацдармы по обе стороны полуострова Ороте, чтобы захватить аэродром и прилегающую глубоководную гавань Апра. К 30 июля аэродром был отбит. После освобождения Гуама американские военные отремонтировали поле для дальнейшего использования в войне на Тихом океане. Аэродром был введён в строй морскими пехотинцами 25-й морского строительного батальона ВМС США.
С 1946 года аэродром Ороте  был в значительной степени заброшен, но использовался для военных учений и до сих пор используется в качестве тренировочной взлётно-посадочной полосы экипажами C-130 Hercules базы ВВС Андерсен, расположенной поблизости. 
В 1975 году во время проведения операции «Новая жизнь»  на лётном поле аэродрома Ороте был возведён палаточный городок для пятидесяти тысяч южновьетнамских беженцев. 
В 1999 году аэродром использовался для размещения палаточного городка во время военных учений Tandem Thrust. 
В настоящее время является частью военно-морской базы Гуам.